# パトリック・アン
パトリック・アン（Patrick W.H NGAN、NGAN WING HO）は、シンガポールの実業家で15年間企業融資や投資の経験を有するバイリンガル。世界トップのグローバル投資銀行を経て、企業財務、資本金融やM&Aソリューションをアジアの企業、投資者やファミリーオフィスに提供している。

## 経歴
11歳から英語で教育を受けてきたパトリック アンはサウサンプトン大学の会計及び金融修士学位を取得した。趣味がマラソンで、21の国でフルマラソンを合計36回完走し、世界65位、中国（香港を含む）2位でザ　グランド　スラム　マラソン　クラブ(北極及び七つの国でフルマラソンを完走した)  に加入した。
華泰証券グループにてエクイティ市場部署の責任者、UBS（スイス・ユニオン銀行）台湾エクイティ市場部署の責任者、ABN AMRO（ABNアムロ銀行）/RBS（ロイヤルバンク・オブ・スコットランド）のアジアエクイティ協調融資 &取引部署の責任者、UBS（スイス・ユニオン銀行）アジア太平洋地域超富裕層部署の共同責任者等複数の企業や機関で上級管理職を経験してきた。
また、膨大なグローバル投資者のネットワークを構築でき、アジアの複数の最大級IPOsや後続公募を含め、50件の資本取引に成功した。
2015年6月には南京に本部を置いているサンパワーグループの副総裁を就任し、融資や海外M&Aの責任者となった。ハムリーズ社（250年以上の歴史を有する英国の玩具店である）の買収等複数の重要取引を牽引してきた。
2016年4月にはハムリーズ社の取締役になり、業務開拓や戦略作成の責任者となった。また、香港上場のC.Banner社（サンパワーグループの支社である）の副総裁にも就任した。更に、2016年12月に、C.Banner社のCFOや執行取締役にも任命された。
複数社の管理職を経験後、パトリック アンはCEOや共同創業者として、QFPay、Alchemy Global Payments、777 FC Global、SKY&CO等複数の金融技術会社の設立に参与した。

## 職歴&受賞
多国籍企業(2015-*現在)
- サンパワーグループ (中国) |グループ副総裁| 直接投資、資本金融、クロスボーダーM&A、海外進出及び戦略の責任者
- ハムリーズ　グローバル　ホールディングス　リミテッド(英国) | 取締役 | 海外進出及び戦略の責任者
- C.Banner インターナショナル ホールディングス　リミテッド(香港証券取引所上場) | CFO&執行取締役

起業 (2017-*現在)
- *777 FC グローバル (香港,シンガポール, 米国) | 決済技術 & サービス | 創業者
  - 株式会社Sky&Co(日本,シンガポール) |電子ウォレット技術開発|共同創業者
- *株式会社QFPay Japan(日本, シンガポール) | 決済技術 &サービス | 共同創業者 & 会長
- QFPay インターナショナル (アジア, 中東) | 決済技術 &サービス | 共同創業者 & CEO
- Alchemy Global Payments (シンガポール) | 仮想通貨決済技術 | 共同創業者 & CEO

投資銀行 (1999 – 2015)
- 華泰 ファイナンシャル　ホールディングス (香港) | 専務取締役 & アジアエクイティ市場部署責任者
- UBS (香港) | 執行取締役 & 台湾エクイティ市場部署責任者
- ABN AMRO (香港）| 執行取締役 & アジア超富裕層部署責任者

個人受賞等
- 財務会計修士 | サウサンプトン大学, 英国
- 21の国でフルマラソンを合計36回完走
- 世界65位、中国（香港を含む）2位でザ　グランド　スラム　マラソン　クラブ(北極及び七つの国でフルマラソンを完走した)  に加入